# 1954 en santé et médecine
| Années de la santé et de la médecine : 1951 - 1952 - 1953 - 1954 - 1955 - 1956 - 1957    |
| Décennies de la santé et de la médecine : 1920 - 1930 - 1940 - 1950 - 1960 - 1970 - 1980 |

Cet article présente les faits marquants de l'année 1954 en santé et médecine.

## Événements
- 22 novembre : l’Institut Pasteur annonce la mise au point d’un vaccin contre la poliomyélite.
- Le pédiatre Thomas Huckle Weller (1915-2008) isole le virus de la varicelle.
- Au Brigham Hospital à Boston, les docteurs  Joseph E. Murray (1919-2012) et  J. Hartwell Harrison (en) (1909-1984) réalisent la première greffe de rein réussi entre des patients génétiquement identiques.

## Naissances
- 6 janvier : Catherine Llorens-Cortes, pharmacologue française.
- 10 août : Jean-Jacques Lefrère (mort en 2015), hématologue et écrivain français.

## Décès
- 17 décembre : Elizabeth Casson (née en 1881), médecin britannique, pionnière de l'ergothérapie au Royaume-Uni.
- 20 décembre : Maurice Favre (né en 1876), dermatologue français.